# (33503) Dasilvaborges
(33503) Dasilvaborges est un astéroïde de la ceinture principale.

## Description
(33503) Dasilvaborges est un astéroïde de la ceinture principale. Il fut découvert le 15 avril 1999 à Socorro (Nouveau-Mexique) par le projet LINEAR. Il présente une orbite caractérisée par un demi-grand axe de 2,39 UA, une excentricité de 0,09 et une inclinaison de 2,9° par rapport à l'écliptique.